# Dortmunder (schip)
Een Dortmunder, ook wel Dortmund-Eemskanaalschip, is een vrachtschip dat gebouwd is voor de maten van het Dortmund-Eemskanaal (DEK) en andere kanalen in Noord-Duitsland.
Een Dortmunder kan maximaal zo'n 650 à 1000 ton vervoeren en heeft een maximale diepgang van 2,50 meter. Deze schepen zijn maximaal 67 meter lang en 8,20 meter breed.